# Antanas Merkys

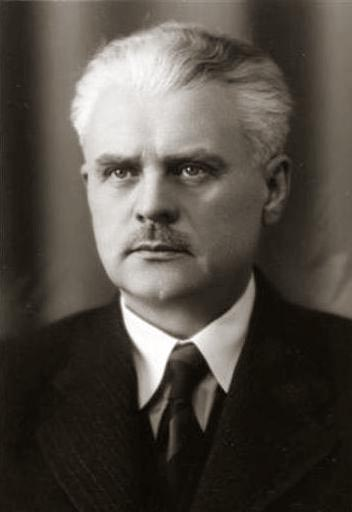
Antanas Merkys

Antanas Merkys (anhörenⓘ) (* 1. Februar 1887 in Bajorai bei Skapiškis, Rajongemeinde Kupiškis; † 5. März 1955 in Malenki, Oblast Wladimir) war ein litauischer Jurist und Politiker, Premierminister und Präsident Litauens.

## Leben
Merkys absolvierte ein Gymnasium in Riga (Lettland) und studierte danach Recht an der Kaiserlichen Universität Dorpat. Im Ersten Weltkrieg wurde er mobilisiert. 1918 absolvierte Merkys das Studium der Rechtswissenschaft an der Universität Kiew. Von 1934 bis 1939 war er Bürgermeister von Kaunas. Am 15. Juni 1940 erhielt Merkys das Präsidentenamt von Antanas Smetona vor dessen Flucht nach Deutschland. Er übte es bis zum 17. Juni 1940 bei der Okkupation aus, als er unter sowjetischem Druck zurücktreten musste. Merkys versuchte nach Schweden zu fliehen, aber wurde im Flughafen Riga vom NKWD verhaftet und am 17. Juli 1940 mit seiner Familie nach Sibirien deportiert. 1952 wurde er zu einer Freiheitsstrafe von 25 Jahren im Gefängnis Wladimir verurteilt. 1955 starb Merkys im Behindertenhaus des Dorfes Malenki in der Oblast Wladimir.